# Asienspiele 2018/Ringen
Bei den Asienspielen 2018 in Jakarta, Indonesien wurden vom 19. bis 22. August 2018 insgesamt 18 Wettbewerbe im Ringen ausgetragen, zwölf für Männer im Freistil und griechisch-römischen Stil sowie sechs für Frauen im Freistil. Die Wettkämpfe wurden im Jakarta Convention Center ausgetragen. Es nahmen 252 Athleten aus 29 Nationen teil. Erfolgreichste Nation war Iran, dessen Athleten fünf Gold- und drei Bronzemedaillen gewannen.

## Männer

### Freistil

#### Bis 57 kg
| Platz | Land | Athlet                |
| ----- | ---- | --------------------- |
| 1     | MNG  | Erdenebatyn Bechbajar |
| 2     | PRK  | Kang Kum-song         |
| 3     | JPN  | Yūki Takahashi        |
| 3     | IRI  | Reza Atri             |

Der Wettbewerb wurde am 19. August ausgetragen.
Der Turkmene Rüstem Nazarow, der in der Gewichtsklasse bis 57 kg ursprünglich den 11. Rang belegte, wurde disqualifiziert, nachdem bei ihm bei einem Dopingtest das Diuretikum Furosemid nachgewiesen wurde.

#### Bis 65 kg
| Platz | Land | Athlet              |
| ----- | ---- | ------------------- |
| 1     | IND  | Bajrang Punia       |
| 2     | JPN  | Daichi Takatani     |
| 3     | UZB  | Sirojiddin Khasanov |
| 3     | KAZ  | Sajatbek Okassow    |

Der Wettbewerb wurde am 19. August ausgetragen.

#### Bis 74 kg
| Platz | Land | Athlet              |
| ----- | ---- | ------------------- |
| 1     | UZB  | Bekzod Abdurahmonov |
| 2     | KAZ  | Danijar Kaisanow    |
| 3     | KOR  | Gong Byung-min      |
| 3     | JPN  | Yūhi Fujinami       |

Der Wettbewerb wurde am 19. August ausgetragen.

#### Bis 86 kg
| Platz | Land | Athlet             |
| ----- | ---- | ------------------ |
| 1     | IRI  | Hassan Yazdani     |
| 2     | LBN  | Domenic Abounader  |
| 3     | KAZ  | Adilet Dawlumbajew |
| 3     | MNG  | Orgodolyn Üitümen  |

Der Wettbewerb wurde am 19. August ausgetragen.

#### Bis 97 kg
| Platz | Land | Athlet                 |
| ----- | ---- | ---------------------- |
| 1     | IRI  | Alireza Karimimachiani |
| 2     | KGZ  | Magomed Mussajew       |
| 3     | UZB  | Mamed Ibragimov        |
| 3     | KOR  | Kim Jae-gang           |

Der Wettbewerb wurde am 19. August ausgetragen.

#### Bis 125 kg
| Platz | Land | Athlet                |
| ----- | ---- | --------------------- |
| 1     | IRI  | Parviz Hadi Basmanj   |
| 2     | CHN  | Deng Zhiwei           |
| 3     | KOR  | Nam Koungjin          |
| 3     | UZB  | Dawit Modsmanaschwili |

Der Wettbewerb wurde am 20. August ausgetragen.

### Griechisch-Römisch

#### Bis 60 kg
| Platz | Land | Athlet                   |
| ----- | ---- | ------------------------ |
| 1     | JPN  | Shinobu Ōta              |
| 2     | KGZ  | Kanybek Dscholtschubekow |
| 3     | KAZ  | Meirambek Ainaghulow     |
| 3     | IRI  | Mehrdad Mardani          |

Der Wettbewerb wurde am 21. August ausgetragen.

#### Bis 67 kg
| Platz | Land | Athlet              |
| ----- | ---- | ------------------- |
| 1     | KOR  | Ryu Hansu           |
| 2     | KAZ  | Almat Kebispajew    |
| 3     | KGZ  | Amantur Ismailow    |
| 3     | IRI  | Mohammadreza Geraei |

Der Wettbewerb wurde am 21. August ausgetragen.

#### Bis 77 kg
| Platz | Land | Athlet             |
| ----- | ---- | ------------------ |
| 1     | IRI  | Mohammadali Geraei |
| 2     | KGZ  | Akdschol Machmudow |
| 3     | KOR  | Kim Hyeon-woo      |
| 3     | CHN  | Yang Bin           |

Der Wettbewerb wurde am 22. August ausgetragen.

#### Bis 87 kg
| Platz | Land | Athlet              |
| ----- | ---- | ------------------- |
| 1     | IRI  | Hossein Nouri       |
| 2     | UZB  | Rustam Assakalov    |
| 3     | TKM  | Şyhazberdi Öwelekow |
| 3     | KAZ  | Asamat Kustubajew   |

Der Wettbewerb wurde am 22. August ausgetragen.

#### Bis 97 kg
| Platz | Land | Athlet              |
| ----- | ---- | ------------------- |
| 1     | KOR  | Cho Hyo-chul        |
| 2     | CHN  | Xiao Di             |
| 3     | KAZ  | Yerulan Iskakov     |
| 3     | KGZ  | Üsür Dschussupbekow |

Der Wettbewerb wurde am 22. August ausgetragen.

#### Bis 130 kg
| Platz | Land | Athlet              |
| ----- | ---- | ------------------- |
| 1     | UZB  | Muminjon Abdullaev  |
| 2     | KAZ  | Nurmachan Tinälijew |
| 3     | JPN  | Arata Sonoda        |
| 3     | KOR  | Kim Min-seok        |

Der Wettbewerb wurde am 22. August ausgetragen.

## Frauen

### Freistil

#### Bis 50 kg
| Platz | Land | Athletin      |
| ----- | ---- | ------------- |
| 1     | IND  | Vinesh Phogat |
| 2     | JPN  | Yuki Irie     |
| 3     | PRK  | Kim Son-hyang |
| 3     | KOR  | Kim Hyung-joo |

Der Wettbewerb wurde am 20. August ausgetragen.

#### Bis 53 kg
| Platz | Land | Athletin                 |
| ----- | ---- | ------------------------ |
| 1     | PRK  | Pak Yong-mi              |
| 2     | KAZ  | Dschuldys Eschimowa      |
| 3     | JPN  | Haruna Okuno             |
| 3     | MNG  | Erdenetschimegiin Sumjaa |

Der Wettbewerb wurde am 20. August ausgetragen.

#### Bis 57 kg
| Platz | Land | Athletin                   |
| ----- | ---- | -------------------------- |
| 1     | PRK  | Jong Myong-suk             |
| 2     | CHN  | Pei Xingru                 |
| 3     | MNG  | Altantsetsegiin Battsetseg |
| 3     | JPN  | Katsuki Sakagami           |

Der Wettbewerb wurde am 20. August ausgetragen.

#### Bis 62 kg
| Platz | Land | Athletin            |
| ----- | ---- | ------------------- |
| 1     | KGZ  | Aissuluu Tynybekowa |
| 2     | JPN  | Risako Kawai        |
| 3     | VIE  | Nguyễn Thị Mỹ Hạnh  |
| 3     | PRK  | Rim Jong-sim        |

Der Wettbewerb wurde am 20. August ausgetragen.
Die Mongolin Pürewdordschiin Orchon gewann ursprünglich die Goldmedaille im Wettbewerb bis 62 kg. Im Nachgang wurde sie jedoch des Dopings mit Stanozolol überführt und musste die Goldmedaille zurückgeben.

#### Bis 68 kg
| Platz | Land | Athletin                  |
| ----- | ---- | ------------------------- |
| 1     | CHN  | Zhou Feng                 |
| 2     | MNG  | Sücheegiin Tserentschimed |
| 3     | IND  | Divya Kakran              |
| 3     | KGZ  | Meerim Dschumanasarowa    |

Der Wettbewerb wurde am 21. August ausgetragen.

#### Bis 76 kg
| Platz | Land | Athletin          |
| ----- | ---- | ----------------- |
| 1     | CHN  | Zhou Qian         |
| 2     | JPN  | Hiroe Minagawa    |
| 3     | KAZ  | Elmira Sysdykowa  |
| 3     | KGZ  | Aiperi Medet Kysy |

Der Wettbewerb wurde am 21. August ausgetragen.

## Medaillenspiegel
| Platz  | Land         | Gold | Silber | Bronze | Gesamt |
| ------ | ------------ | ---- | ------ | ------ | ------ |
| 1      | Iran         | 5    | –      | 3      | 8      |
| 2      | China        | 2    | 3      | 1      | 6      |
| 3      | Usbekistan   | 2    | 1      | 3      | 6      |
| 4      | Nordkorea    | 2    | 1      | 2      | 5      |
| 5      | Südkorea     | 2    | –      | 6      | 8      |
| 6      | Indien       | 2    | –      | 1      | 3      |
| 7      | Japan        | 1    | 4      | 5      | 10     |
| 8      | Kirgisistan  | 1    | 3      | 4      | 8      |
| 9      | Mongolei     | 1    | 1      | 3      | 5      |
| 10     | Kasachstan   | –    | 4      | 6      | 10     |
| 11     | Libanon      | –    | 1      | –      | 1      |
| 12     | Turkmenistan | –    | –      | 1      | 1      |
| 12     | Vietnam      | –    | –      | 1      | 1      |
| Gesamt | Gesamt       | 18   | 18     | 36     | 72     |